# 石茂華
石茂華（1522年—1583年），字君釆，號毅菴，山東益都縣人。明朝政治人物。嘉靖甲辰進士。官至兵部尚書、三邊總督。

## 生平
嘉靖二十二年（1543年）癸卯科山東鄉試舉人，二十三年（1544年）联捷甲辰科進士，授濬縣知縣，擢户部主事，监督草场。歷员外、郎中，出任揚州府知府，任內有破倭寇之功。三十八年（1559年），升迁山西按察司副使，未赴任，丁父忧归。四十一年，复除河南副使，四十三年，擢陕西参政，四十五年，进按察使，几月后，拜都察院右佥都御史、巡抚甘肃。丁祖母刘夫人忧去职。虜寇入侵山西汾石一代，起复任山西巡抚。隆庆五年（1571年）入为兵部右侍郎，轉左侍郎。萬曆元年（1573年）遷都察院右都御史，兼兵部左侍郎、總督陝西三邊軍務，五年，加兵部尚書銜。不久，以故官掌南京都察院，力请致仕而归。万历十一年，時值旱災，饑荒嚴重，朝廷起复石茂華重任总督，盡力救災，到任六月，積勞病卒，年六十二。贈太子少保，諡恭襄。

## 著作
有《毅庵总督陕西奏议》十三卷。詩作流傳不多，僅存四首。
- 閱邊靖遠

黃沙磧里見孤城，濯濯川原鮮耨耕。
障接烏蘭寒氣迥，河涌積石暮雲橫。
昔年牧馬來貔帳，今日籌邊厚甲兵。
入夜笳聲遙對酒，遐陬不禁月華明。

## 家族
曾祖石銘，河间府通判。祖父石存礼，字敬夫，號来山，弘治三年进士，官绍兴知府。父石麒，號富亭，歲贡生。叔父石鲸，同科进士。
长子石恂（1567—1638年），字惟謙，號誠吾，荫生，官石阡府知府。次子石愔，字鍾岐，以荫授户部检校，转工部郎中。升平乐府知府，娶兵部尚书邢玠之女。

## 軼事
《聊齋誌異》中有石茂華為諸生時，寫文章制伏諸鬼之奇事。